# Butterfly (倖田來未單曲)
「Butterfly」為日本歌手倖田來未於2005年6月22日發行的16th單曲。

## 解說
- 標題曲「Butterfly」獲得第47回日本唱片大賞的大賞。又為當年的第56回NHK紅白歌合戰的演唱曲。

- Oricon初登場第2名，更新自身獲得的最高名次。

## 發行版本
- CD+DVD
- CD ONLY

## 曲目

### CD
1. Butterfly
TBS電視台連續劇愛の劇場「コスメの魔法2」主題歌（本人也擔任特別來賓）。
第47回日本唱片大賞的金賞。另外以此曲在NHK紅白歌合戰初登場。
2. Your Sunshine
花王「ニベアボディ薬用ホワイトニングUV」電視廣告曲
日本電視台「サンクチュアリ/大人の聖域」片尾曲。
3. 大切な君へ
日本電視台「サンクチュアリ／大人の聖域」主題曲。另收錄於情歌精選輯「BEST 〜BOUNCE & LOVERS〜」。
4. Butterfly （Instrumental）
5. Your Sunshine （Instrumental）
6. 大切な君へ （Instrumental）

### DVD
1. Butterfly （MUSIC VIDEO）
2. Butterfly （MAKING VIDEO）